# Hermosilla y Quintanilla
Hermosilla y Quintanilla fue un sketch del programa de humor De chincol a jote, transmitido entre 1987 y 1991 por Canal 13 de Chile. Los personajes principales fueron interpretados por Gonzalo Robles y Cristián García-Huidobro. En 2019, los actores retomaron sus roles para protagonizar un late.

## Argumento
Hermosilla y Quintanilla son dos funcionarios que trabajan en una oficina, dirigida por la señorita Astrid, interpretada por Coca Guazzini. Sus constantes intentos por reunir dinero para salir de juerga, y trabajar lo menos posible, les involucra en una serie de situaciones divertidas.

## Elenco
- Gonzalo Robles como Hermógenes Hermosilla
- Cristián García-Huidobro como Quintalicio Quintanilla
- Coca Guazzini como la señorita Astrid Ulloa Martínez
- Luis Gnecco como Gatica
- Tatiana Molina como Roxana
- Malucha Pinto como la negra
- Víctor Rojas como don Gerardo
- Alex Zisis como Rodolfo Ceballos

## En la cultura popular
Durante el Caso Hermosilla, también conocido como Caso audios, un escándalo de corrupción, soborno, cohecho y tráfico de influencias revelado por el medio chileno Ciper en noviembre de 2023, se hicieron múltiples alusiones a Hermosilla y Quintanilla debido a los nombres de los involucrados.

## Versiones posteriores
Además de protagonizar un late en 2019 para el canal REC, propiedad de Canal 13, Gonzalo Robles y Cristián García-Huidobro realizaron actuaciones en vivo, transmitidas también a través de plataformas.